# Planungsregion München

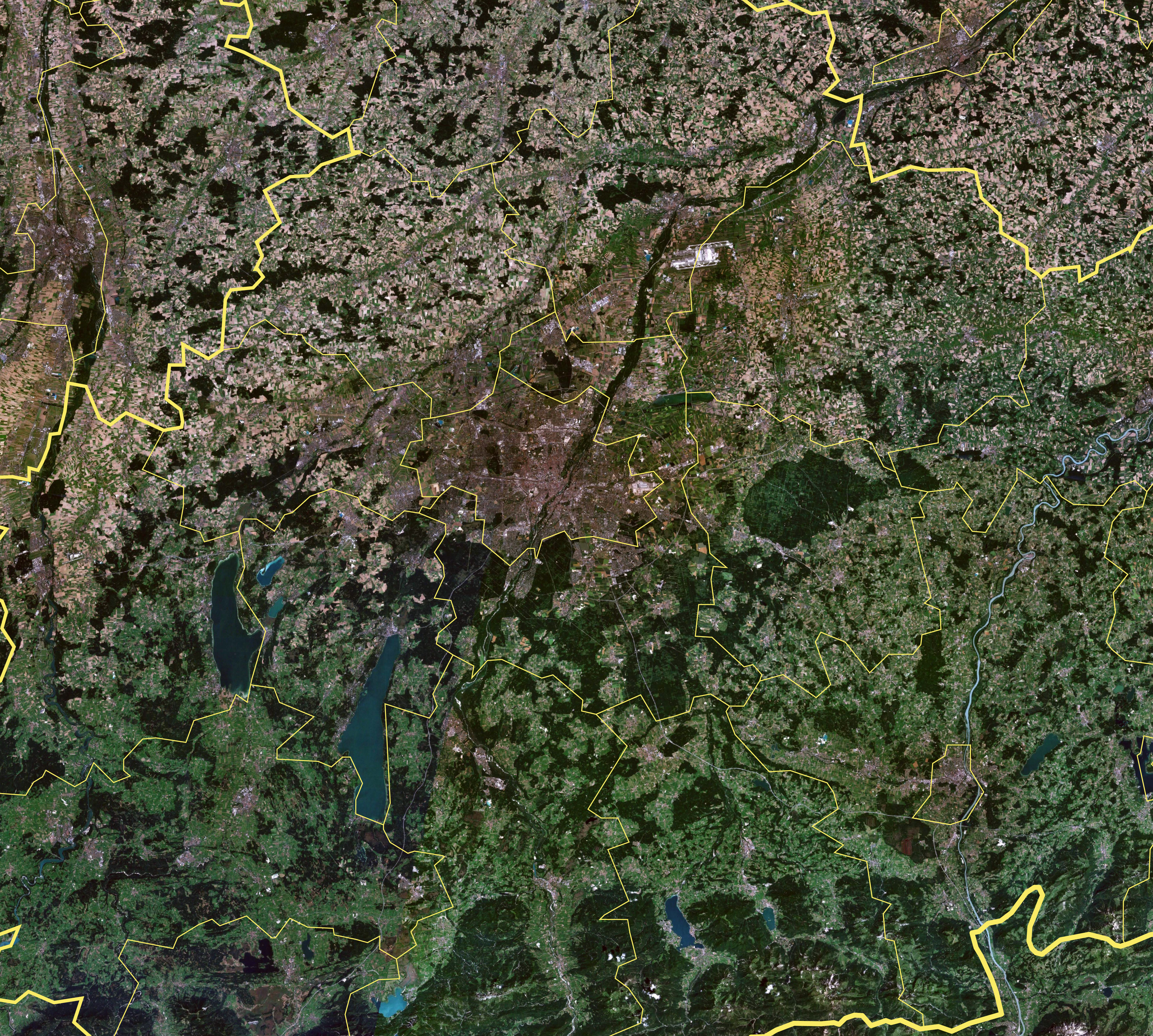
Satellitenaufnahme der Region München (mit den Grenzen des Regierungsbezirks Oberbayern und der Landkreise überlagert)

Die Planungsregion München, kurz auch Region München, ist die Hauptstadtregion und eine der 18 Planungsregionen des Freistaates Bayern. Sie ist eine von vier Regionen in Oberbayern und hat die Regionsnummer 14. Zum Stichtag 31. Dezember 2018 hatte die Region München 2.908.664 Einwohner.

## Struktur

Übersichtskarte der Planungsregion in Deutschland

Die Planungsregion München liegt im Zentrum des Regierungsbezirks Oberbayern. Im Regionalen Planungsverband sind folgende öffentlich-rechtliche Gebietskörperschaften zusammengeschlossen: die Landeshauptstadt München und die Landkreise Dachau, Ebersberg, Erding, Freising, Fürstenfeldbruck, Landsberg am Lech, München und Starnberg sowie deren Städte und Gemeinden.
Die Region München weist eine Bevölkerung von 2.908.664 auf (Stand 31. Dezember 2018), woraus sich bei einer Fläche von 5.503,78 Quadratkilometern eine durchschnittliche Bevölkerungsdichte von 503 Einwohnern pro Quadratkilometer ergibt. Verglichen mit den durchschnittlichen Bevölkerungsdichten Bayerns (179 Einwohner pro km²) und Deutschlands (226 Einwohner pro km²), weist die Region München eine überdurchschnittlich hohe Bevölkerungsdichte auf. Die Oberzentren der Region sind München, Freising und Erding. Die Landeshauptstadt München nimmt zwar nur knapp 6 % der Regionsfläche ein, aber hier lebt mit über 1,5 Millionen Menschen etwa die Hälfte der Regionsbevölkerung. Zugehörige Mittelzentren sind Dachau, Ebersberg/Grafing bei München, Fürstenfeldbruck, Landsberg am Lech, Moosburg an der Isar und Starnberg.

## Geschichte
1972 erfolgte die Einteilung des Freistaates Bayern in 18 Planungsregionen auf Grundlage des Bayerischen Landesplanungsgesetzes von 1970. Der Regionale Planungsverband entstand am 1. April 1973. Aktueller Verbandsvorsitzender (Stand: Juni 2020) ist zum zweiten Mal in Folge Stefan Schelle, Bürgermeister von Oberhaching. Seine Stellvertreter sind Dieter Reiter, Oberbürgermeister der Landeshauptstadt München, und Stefan Frey, Landrat des Landkreises Starnberg.
Nicht zu verwechseln mit der Planungsregion München ist der Planungsverband Äußerer Wirtschaftsraum München, der als Zweckverband von Städten und Gemeinden derselben Landkreise bereits 1950 gegründet wurde und auch nach der Einführung der staatlich definierten Planungsregionen als freiwilliger Zusammenschluss bestehen blieb.

## Bevölkerungsentwicklung
Die folgende Tabelle zeigt die Bevölkerungsentwicklung in der Region München seit dem Jahre 1970, aufgeteilt in ihre neun Kreise:
| Jahr | Bevölkerung jeweils zum 31. Dezember | Bevölkerung jeweils zum 31. Dezember | Bevölkerung jeweils zum 31. Dezember | Bevölkerung jeweils zum 31. Dezember | Bevölkerung jeweils zum 31. Dezember | Bevölkerung jeweils zum 31. Dezember | Bevölkerung jeweils zum 31. Dezember | Bevölkerung jeweils zum 31. Dezember | Bevölkerung jeweils zum 31. Dezember | Bevölkerung jeweils zum 31. Dezember |
| Jahr | München-Stadt                        | München-Land                         | Dachau                               | Ebersberg                            | Erding                               | Freising                             | Fürstenfeldbruck                     | Landsberg am Lech                    | Starnberg                            | Region München                       |
| ---- | ------------------------------------ | ------------------------------------ | ------------------------------------ | ------------------------------------ | ------------------------------------ | ------------------------------------ | ------------------------------------ | ------------------------------------ | ------------------------------------ | ------------------------------------ |
| 1970 |                                      |                                      |                                      |                                      |                                      |                                      |                                      |                                      |                                      | 2.074.254                            |
| 1987 |                                      |                                      |                                      |                                      |                                      |                                      |                                      |                                      |                                      | 2.208.737                            |
| 2009 |                                      |                                      |                                      |                                      |                                      |                                      |                                      |                                      |                                      | 2.654.726                            |
| 2010 |                                      |                                      |                                      |                                      |                                      |                                      |                                      |                                      |                                      | 2.686.780                            |
| 2011 |                                      |                                      |                                      |                                      |                                      |                                      |                                      |                                      |                                      | 2.727.106                            |
| 2013 | 1.407.836                            | 329.981                              | 144.407                              | 133.007                              | 130.238                              | 169.010                              | 208.272                              | 114.926                              | 130.811                              | 2.768.488                            |
| 2014 |                                      |                                      |                                      |                                      |                                      |                                      |                                      |                                      |                                      | 2.804.001                            |
| 2015 |                                      |                                      |                                      |                                      |                                      |                                      |                                      |                                      |                                      | 2.850.000                            |
| 2016 | 1.464.301                            | 343.405                              | 150.839                              | 139.016                              | 135.429                              | 175.803                              | 216.857                              | 118.725                              | 134.732                              | 2.879.107                            |
| 2017 |                                      |                                      |                                      |                                      |                                      |                                      |                                      |                                      |                                      | 2.883.373                            |
| 2018 | 1.471.508                            | 348.871                              | 153.884                              | 142.142                              | 137.660                              | 179.116                              | 219.320                              | 120.071                              | 136.092                              | 2.908.664                            |
| 2021 | 1.487.708                            | 349.837                              | 155.449                              | 144.562                              | 139.622                              | 181.144                              | 218.579                              | 121.466                              | 136.747                              | 2.935.114                            |
| Jahr | München-Stadt                        | München-Land                         | Dachau                               | Ebersberg                            | Erding                               | Freising                             | Fürstenfeldbruck                     | Landsberg am Lech                    | Starnberg                            | Region München                       |

## Bildung und Forschung
Die Region München verfügt über die größte Ansammlung von Universitäten und Hochschulen innerhalb Bayerns. Die beiden großen Münchner Universitäten, die Ludwig-Maximilians-Universität München (LMU) und die Technische Universität München (TUM), gehören beide zu den neun deutschen Eliteuniversitäten. Die dritte Universität, die Universität der Bundeswehr München befindet sich im Münchner Vorort Neubiberg. Die kleinste und am wenigsten bekannte Universität der Region ist die Ukrainische Freie Universität München. Daneben findet sich mit der Hochschule für angewandte Wissenschaften München auch die zweitgrößte Fachhochschule Deutschlands in der Planungsregion.
Eine Vielzahl weiterer, teils privater Fachhochschulen ist ebenfalls in der Planungsregion München ansässig, so etwa die Hochschule für Musik und Theater München, die Fachhochschule für angewandtes Management Erding, die Akademie der Bildenden Künste München, die Munich Business School, die Hochschule für Fernsehen und Film München, die Hochschule für Angewandte Sprachen, die Fachhochschule für öffentliche Verwaltung und Rechtspflege in Bayern, die Katholische Stiftungshochschule München oder die Hochschule für Philosophie München.
In München befinden sich auch Niederlassungen der Hochschule Fresenius, der FOM – Hochschule für Oekonomie und Management und der Mediadesign Hochschule.
Die Münchner Volkshochschule ist zudem die größte Volkshochschule Deutschlands, mit jährlich etwa 200.000 Teilnehmern.
Zahlreiche Forschungsinstitute und Akademien haben ebenfalls ihren Sitz in München, unter anderem die Bayerische Akademie der Wissenschaften, die Max-Planck-Gesellschaft, die Fraunhofer-Gesellschaft, das Helmholtz Zentrum München oder das Institut für Rundfunktechnik.